# Epizoanthus eupaguri
Epizoanthus eupaguri is een Zoanthideasoort uit de familie van de Epizoanthidae. De wetenschappelijke naam van de soort is voor het eerst geldig gepubliceerd in 1891 door Haddon & Shackleton.